# Liste der Orden und Ehrenzeichen Baden-Württembergs

Wappen Baden-Württembergs

Diese Liste der Orden und Ehrenzeichen Baden-Württembergs beinhaltet alle von Baden-Württemberg sowie den Vorgängerstaaten verliehenen Orden und Ehrenzeichen.

## Baden-Württemberg
- Staatsmedaille für Land- und Forstwirtschaft (1818)
- Rettungsmedaille (Baden-Württemberg) (1953)
- Feuerwehr-Ehrenzeichen (Baden-Württemberg) (1956)
- Verdienstorden des Landes Baden-Württemberg (1974)
- Staufermedaille (1977)
- Ehrennadel des Landes Baden-Württemberg (1982)
- Wirtschaftsmedaille des Landes Baden-Württemberg (1987)
- Bevölkerungsschutz-Ehrenzeichen (2017)
- Bevölkerungsschutz-Einsatzmedaille (2017)
- Bevölkerungsschutz-Einsatzmedaille Unwetter 2024 (2025) [1]

## Herzogtum Württemberg
- Jagdorden (1702)
- Militär-Carls-Orden (1759)
- Militärverdienstmedaille (1794)
- Militärverdienstorden (1799)

## Königreich Württemberg
- Zivilverdienstorden (1806)
- Orden des Goldenen Adlers (1807)
- Medaille für den Sieg bei Brienne (1814)
- Ehrenzeichen für den Feldzug 1815
- Orden der Württembergischen Krone (1818)
- Friedrichs-Orden (1830)
- Militärdienstehrenzeichen (1833)
- Kriegsdenkmünze (1840)
- Zivilverdienstmedaille (1841)
- Kriegsdenkmünze für den Feldzug in Schleswig-Holstein (1849)
- Dienstalterszeichen (1850)
- Olga-Orden (1871)
- Landwehr-Dienstauszeichnung (1879)
- Feuerwehr-Dienstehrenzeichen (1885)
- Karl-Olga-Medaille (1889)
- Verdienstkreuz (1900)
- Wilhelmskreuz (Württemberg) (1915)
- Charlottenkreuz (1916)

## Volksstaat Württemberg
- Feuerwehrdienst-Ehrenzeichen (1919/1925)
- Medaille der König-Karl-Jubiläumsstiftung (1920)
- Rettungsmedaille (1924)

## MarkgrafschaftundGroßherzogtum Baden
- Orden der blauen Binde (1584)
- Hausorden der Treue (1715)
- Militär-Karl-Friedrich-Verdienstorden (1805)
- Karl Friedrich-Militär-Verdienst-Medaille (1807)
- Orden vom Zähringer Löwen (1812)
- Felddienstauszeichnung (1839)
- Gedächtnis-Medaille (1840)
- Medaille für Landwirtschaft, Gewerbe und Handel (1846)
- Militär-Gedächtnis-Medaille von 1849 (1849)
- Verdienstmedaille (1866)
- Rettungsmedaille (1866)
- Dienstauszeichnung (1868)
- Erinnerungskreuz für den Feldzug 1870/71 (1871)
- Kreuz für weibliche Dienstboten (1876)
- Orden Berthold des Ersten (1877)
- Landwehr-Dienstauszeichnung (1877)
- Ehrenzeichen für Mitglieder der freiwilligen Feuerwehren (1877)
- Medaille für Kunst und Wissenschaft (1893)
- Jubiläums-Medaille für Hebammen (1884)
- Arbeiter-Medaille (1895)
- Regierungs-Jubiläums-Medaille von 1902 (1902)
- Arbeiterinnen-Kreuz (1902)
- Friedrich-Luisen-Medaille (1906)
- Erinnerungs-Medaille für 1906 (1906)
- Erinnerungs-Zeichen für 1906 (1906)
- Kriegsverdienstkreuz (1916)

## Republik Baden
- Feuerwehr-Ehrenzeichen (1920)
- Staatsmedaille (1927)

## Hohenzollernsche Fürstentümer
Obwohl Hohenzollern ab 1849 kein Staat, sondern preußischer Regierungsbezirk war, hatte der Fürst von Hohenzollern das Recht behalten, Auszeichnungen zu stiften und zu verleihen.
- Fürstlich Hohenzollernscher Hausorden (1841)
- Dienstauszeichnungskreuz (1841)
- Ehrenmedaille (1842)
- Fürstlich Hohenzollernsches Ehrenkreuz
- Bene merenti-Medaille (1857)
- Medaille auf die goldene Hochzeit 1884
- Erinnerungszeichen an die goldene Hochzeit 1884
- Erinnerungszeichen zur silbernen Hochzeit 1886
- Erinnerungsmedaille für das Füsilier-Regiment Fürst Carl Anton von Hohenzollern (1893)
- Verdienstkreuz (1910)
- Carl Anton-Erinnerungsmedaille (1911)

## Fürstentum Hohenlohe
- Fürstlich Hohenlohescher Haus- und Phönixorden (1757)